# Estadio Cubierto de la Capital (Pekín)

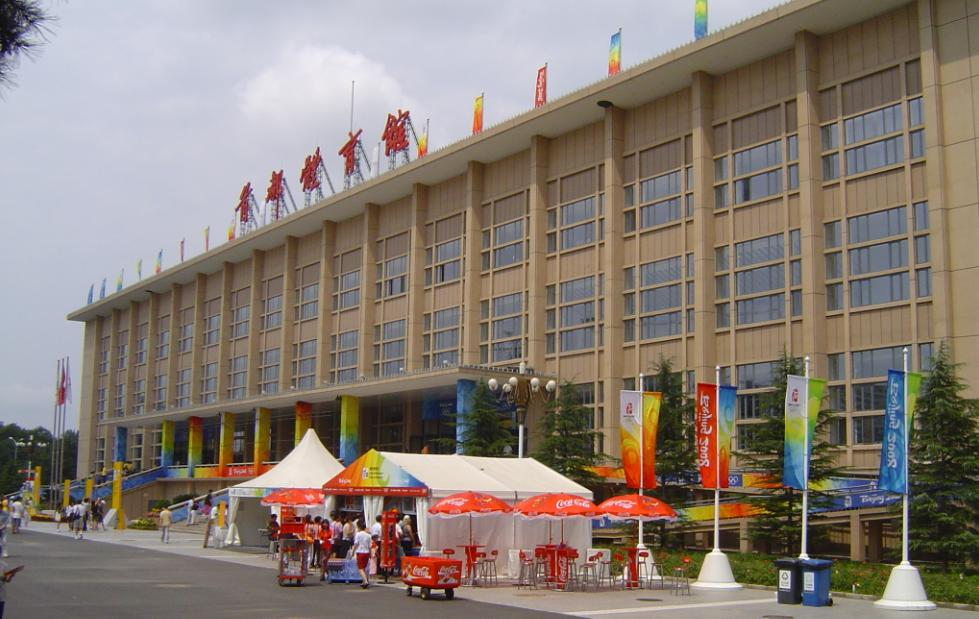
Aledaños del Estadio Cubierto de la Capital durante las Olimpiadas de 2008.

El Pabellón de la Capital (en inglés : Capital Indoor Stadium) es una instalación cubierta de Pekín, China, que fue construida en 1968. Recientemente fue renovada y completada a finales de 2007 para los Juegos Olímpicos de Pekín 2008, con el fin de acoger las competiciones de voleibol.
Fue renovado en 2001 para ser una de las sedes de la Universiada celebrada ese mismo año en la capital china.
El pabellón tiene capacidad para 18 000 espectadores y ocupa un espacio de 54 707 metros cuadrados, de los 53 000 que tenía en origen.